# Thalictrum budense
Thalictrum budense är en ranunkelväxtart som beskrevs av Lajos von Simonkai. Thalictrum budense ingår i släktet rutor, och familjen ranunkelväxter. Inga underarter finns listade i Catalogue of Life.